# Свети Никола (Крушеани)
„Свети Никола“ (на македонска литературна норма: „Свети Никола“) е православна църква, горбищната селска църква на село Крушеани, част от Преспанско-Пелагонийската епархия на Македонската православна църква – Охридска архиепископия.

## География
Църквата се намира на входа на село Крушеани от посока Обършани, на един километър от Крушеани.

## История и архитектура
Построена е между 1970 и 1976 година върху основите на по-стара църква, открита в 50-те години на XX век от антрополога Йован Трифуноски. Осветена е на 25 юли 1976 година от митрополит Ангеларий Пелагонийски, по-късно глава на Македонската православна църква.
В архитектурно отношение храмът представлява еднокорабна засводена сграда, с притвор и полукръгла апсида от изток. В двора на църквата има и съпътстваща трапезария.

## Галерия
- Апсидата
- Трaпезарията
- Селските гробища
- Селските гробища
- Входът
- Западната страна
- Поглед към църквата